# Erioptera (Teleneura) annandaleana
Erioptera (Teleneura) annandaleana is een tweevleugelige uit de familie steltmuggen (Limoniidae). De soort komt voor in het Oriëntaals gebied.